# Кызыл-Яр (озеро)
Кызы́л-Яр (укр. Кизил-Яр, крымскотат. Qızıl Yar, Къызыл Яр) — солёное озеро на западном побережье Крыма.

## География
Входит в Евпаторийскую группу соляных озёр и находится в 10 км южнее города Саки, от моря оно отделено узкой песчаной пересыпью. Площадь зеркальной поверхности озера составляет 8 км², площадь водосборного бассейна — 328 км², длина — 5,7 км, средняя ширина — 1,4 км, наибольшая — 2,1 км, средняя глубина — 2,0 м, наибольшая — 3,7 м или 0,3 м. Озеро является лечебным и используется для рекреации.
Северный берег озера пологий, а южный представляет собой обрыв высотой в 25 м и известен под названием Красная горка. Именно он и дал название озеру: Кызыл-Яр в переводе с крымскотатарского языка означает «красный обрыв» (крымскотат. qızıl — красный, yar — обрыв). В озеро впадает река Тобе-Чокрак. Кызыл-Яр, как и другие озёра лиманного типа Западного Крыма, образовалось в результате затопления морем приустьевых частей балок и родников по их берегам. Балка отшнуровывалась от моря песчано-ракушечной пересыпью
На дне залегает толща донных отложений: илистые чёрные в верхнем слое, затем серые и стально-серые, иногда с голубоватым оттенком. Высшая водная растительность развивается успешно лишь в опреснённых верховьях озёр и у выходов маломинирализованных подземных вод. Распространены заросли водолюбивой растительности на восточном побережье озера. Озеро зарастает водной растительностью преимущественно на опреснённых участках — в лагунах у пересыпей, в устьях впадающих балок, в зоне выходов подземных вод. Тут интенсивно развиваются различные водоросли, вплоть до цветения воды. В некоторые годы водоросли придают летом озёрной рапе красноватый или зеленоватый оттенок.
Среднегодовое количество осадков — около 400 мм. Питание: смешанное — поверхностные и подземные воды Причерноморского артезианского бассейна, морские фильтрационные воды.

## История

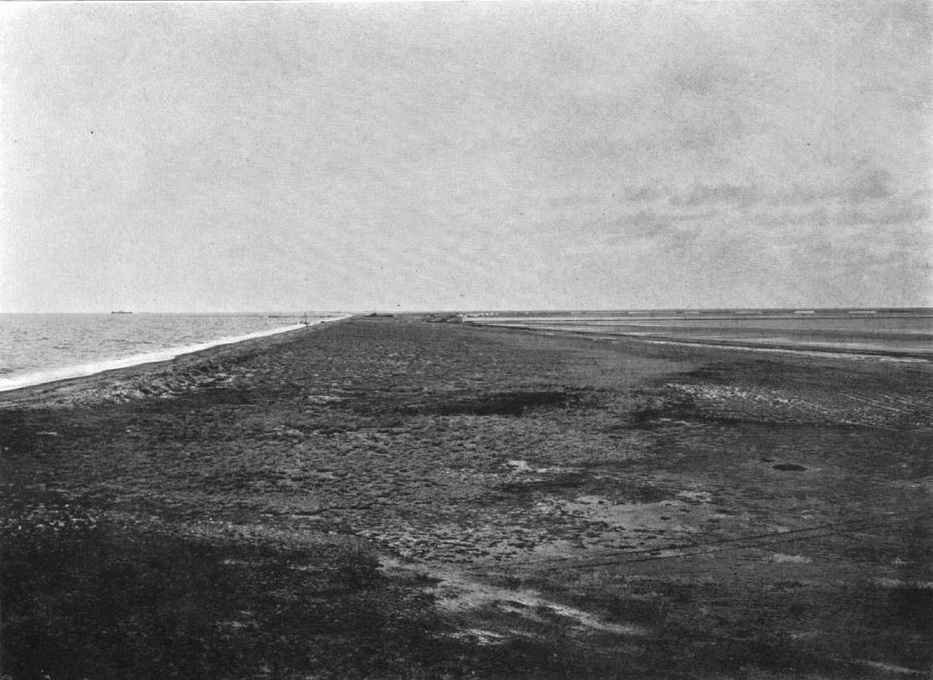
Фото места высадки в 1904 года, В. Н. Клембовский, Виды полей сражений Крымской кампании 1854—1855 годах

Во время Крымской войны 2 сентября 1854 году на пересыпь, которая отделяет Кызыл-Яр от моря происходила высадка с кораблей английских экспедиционных сил. Место выбрано как прикрытое от возможных атак противодействующих русских сил артиллерией эскадры, однако высадка прошла беспрепятственно. Южнее в нескольких милях высаживались французы.

## Хозяйственное значения
Грязи (иловые сульфидные приморского типа) озера отнесены к категории лечебных и поэтому озеро является местом рекреации. Является одним из 14 грязевых месторождений Крыма, имеющих утверждённые Советом Министров УССР зоны санитарной охраны. Согласно постановлению Кабинета Министров Украины от 11.12.1996 года № 1499 «Об утверждении перечня водных ресурсов, относящихся к категории лечебных», является одним из 13 грязевых месторождений Крыма признанных лечебными.